# Robert Kurz

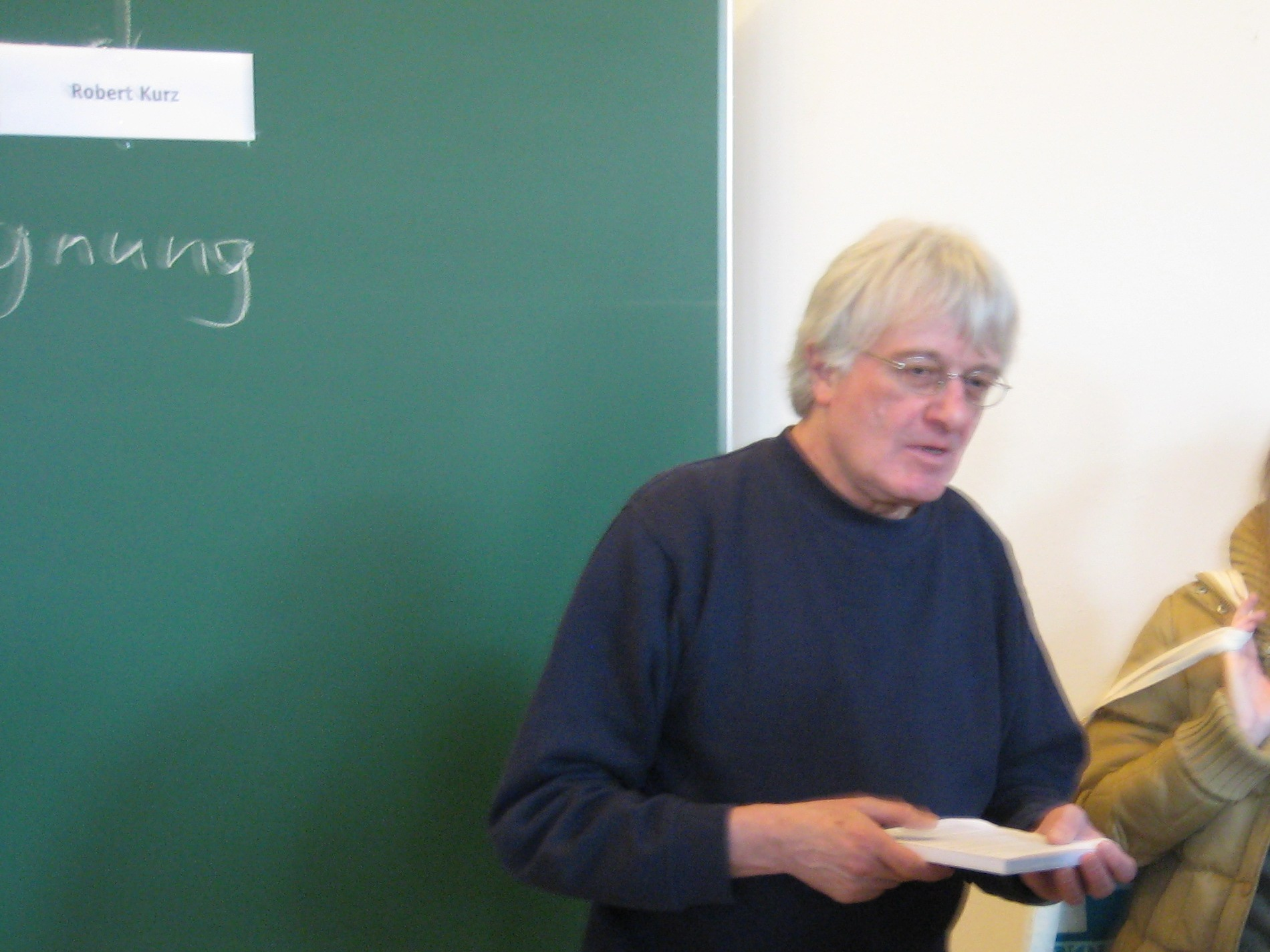
Robert Kurz als Gastreferent auf dem Attac-Kapitalismuskongress im März 2009

Robert Kurz (* 24. Dezember 1943 in Nürnberg; † 18. Juli 2012 ebenda) war ein deutscher marxistischer Philosoph, Publizist und Journalist. Er war ein Theoretiker der Wertkritik.

## Leben und Lehre
Robert Kurz studierte in den 1960er Jahren in Erlangen Philosophie, Geschichte und Pädagogik.
In den 1970er Jahren war Kurz im Umfeld des Kommunistischen Arbeiterbundes Deutschland (KABD) aktiv, zeitweise bayerischer Landesinstrukteur des angeschlossenen Revolutionären Jugendverbandes Deutschland.
Mit dem im Januar 1978 erschienenen Pamphlet Vorhut oder Nachtrab brach er mit dem KABD und kritisierte ihn als theoriefeindlich.
Ab den 1980er Jahren entwickelte Kurz – ausgehend von der Frage nach den strukturellen Ursachen der ineffizienten Ostblockökonomie – eine fundamentale Kritik der grundlegenden Vergesellschaftungsformen in der modernen Welt. Er wandte sich gegen die kritiklose Affirmation des Arbeitsbegriffes durch die marxistische Arbeiterbewegung. Sein 1991 im Eichborn-Verlag erschienenes Buch Der Kollaps der Modernisierung entfaltet eine Zusammenbruchstheorie der modernen Weltgesellschaft, die davon ausgeht, dass aufgrund von Rationalisierungsprozessen die Lohnarbeit sukzessive verschwinde und das Gesamtsystem auf ein „barbarisches Ende“ zusteuere. Wie auch in seinen späteren Arbeiten bietet Kurz einen Ausblick auf eine Gesellschaft, die nicht länger auf den geldvermittelten Warentausch gegründet ist. Für die Krisenbewältigung sei eine „sinnliche Vernunft“ unabdingbar, die es vermag, die Dinge außerhalb ihres geschichtlich bedingten Warencharakters zu sehen und zu nutzen.
Von 1990 bis 2004 war Kurz Mitherausgeber der Zeitschrift Krisis und Mitglied der gleichnamigen Gruppe. Dann kam es zur Spaltung und Neugründung der Gruppe EXIT! (samt gleichnamiger Zeitschrift), in der Robert Kurz seitdem Mitglied war. Beide Seiten stellten die Ursachen des Zerwürfnisses unterschiedlich dar: Während die Krisis-Redaktion, die nach der Spaltung unter diesem Namen weitermachte, Kurz’ als schwer erträglich empfundenen Kommunikationsstil als Ursache der Trennung nannte, warfen dieser und Roswitha Scholz der von ihnen als „Putschisten“ bezeichneten „Rest-Krisis“ vor, formaljuristische Mittel zur „Machtübernahme“ in der Redaktion einzusetzen. Dokumentationen des Spaltungsprozesses sowie der strukturellen und personellen Hintergründe finden sich sowohl auf der Website von Exit! wie auch auf jener von Krisis.
In dem Buch Die antideutsche Ideologie setzte Robert Kurz sich bewusst polemisch mit dem seines Erachtens „ideologiekritischen Reduktionismus“ der Berliner Zeitschrift Bahamas auseinander. Im Zuge der innerlinken Kontroverse über den Irakkrieg hatte sich die Bahamas für die US-Intervention ausgesprochen. Kurz warf den sogenannten „Antideutschen“ daraufhin eine militante Affirmation der Aufklärungsideale, der „westlichen Werte“ und Bellizismus vor.
Robert Kurz profilierte sich durch eine radikale Kritik am „Arbeits- und Klassenkampffetisch“ des traditionellen (Arbeiterbewegungs-)Marxismus. Michael Jäger sieht ihn als „kritischen Modernisierungstheoretiker“, dessen Gegenstandpunkt vielen die Sprache verschlage, „denn der empfohlene Ausweg besteht darin, „konkrete Arbeit“, Ware und Geld radikal abzuschaffen um einer neuen Ökonomie willen, in der die Menschen ihre Tätigkeiten nur noch sprechend, im permanenten „Palaver“, aufeinander beziehen.“
Die von Kurz maßgeblich mitkonzipierte Wertkritik richtet sich gegen ein soziologistisch verkürztes Verständnis von Herrschaftsverhältnissen, also dagegen, Herrschaftsverhältnisse ausschließlich aus sozialen Verhältnissen abzuleiten. Kurz sieht in der gesellschaftlichen Rolle des Werts (Wertvergesellschaftung) eine totalitäre Tautologie, die ad infinitum die gesamte physische und gesellschaftlich-symbolische Welt einem einzigen abstrakten Formprinzip unterwerfe: der Akkumulation von „toter Arbeit“. Kurz‘ kritische Analyse der „totalitären“ Vergesellschaftungsprinzipien der Moderne kristallisiert sich in seinem Begriff des Warenfetischismus.
Später nahm das von der EXIT!-Redakteurin und Ehefrau von Robert Kurz Roswitha Scholz entwickelte „Abspaltungstheorem“ einen immer breiteren Raum in der kurzschen Theoriekonzeption ein. Diese Synthese aus der frühen Wertkritik sowie dem postfeministischen Postulat einer strukturellen Geschlechterdifferenz firmiert gegenwärtig als „Wertabspaltungskritik“.
Robert Kurz’ bekannteste Publikation ist das 1999 erschienene Schwarzbuch Kapitalismus. Die Wochenzeitung Die Zeit veröffentlichte zwei kontroverse Rezensionen, von denen eine das Schwarzbuch als „die wichtigste Veröffentlichung der letzten 10 Jahre“ bezeichnete.
In der Tageszeitung Neues Deutschland verfasste Kurz regelmäßig Artikel in der Kolumne Kurz, Nick, Luft & Hickel. Diese war dem Wirtschaftsressort zugeordnet. Die anderen daran beteiligten Autoren waren Harry Nick, Christa Luft und Rudolf Hickel. Außerdem publizierte er regelmäßig in der Wochenzeitschrift Freitag und der brasilianischen Tageszeitung Folha de S. Paulo. Er war Mitglied des PEN-Zentrums Deutschland.
Kurz starb am 18. Juli 2012 in einer Nürnberger Klinik bei einer Notoperation. Seine Witwe sprach von einem Operationsfehler.
In der Theoriezeitschrift Exit! Nr. 10 und 11 erschienen die nachgelassenen, Fragment gebliebenen Teile seines geplanten Buches Krise und Kritik.

## Veröffentlichungen

### Bücher
- 1991: Der Kollaps der Modernisierung. Vom Zusammenbruch des Kasernensozialismus zur Krise der Weltökonomie. Eichborn Verlag, Reihe Die Andere Bibliothek, ISBN 3-8218-4421-3 (Neuauflage Edition Tiamat, Berlin 2021, ISBN 978-3-89320-278-2).
- 1991: Honeckers Rache. Zur politischen Ökonomie des wiedervereinigten Deutschlands. Edition Tiamat, ISBN 3-923118-62-7 (Buchtext als PDF-Datei auf exit-online.org).
- 1993: Potemkins Rückkehr. Attrappen-Kapitalismus und Verteilungskrieg in Deutschland. Edition Tiamat, ISBN 3-923118-28-7.
- 1993: Der Letzte macht das Licht aus. Zur Krise von Demokratie und Marktwirtschaft. Edition Tiamat, ISBN 3-923118-88-0.
- 1999: Die Welt als Wille und Design. Postmoderne, Lifestyle-Linke und die Ästhetisierung der Krise. Edition Tiamat, ISBN 3-89320-024-X.
- 1999: Schwarzbuch Kapitalismus. Ein Abgesang auf die Marktwirtschaft. Eichborn Verlag, ISBN 3-8218-0491-2.
- 2000: Marx lesen. Die wichtigsten Texte von Karl Marx für das 21. Jahrhundert. Eichborn Verlag, ISBN 3-8218-1644-9.
- 2003: Weltordnungskrieg. Das Ende der Souveränität und die Wandlungen des Imperialismus im Zeitalter der Globalisierung. Horlemann Verlag, ISBN 3-89502-149-0 (Neuauflage 2021, Zu Klampen, Springe, ISBN 978-3-8667-4637-4).
- 2003: Die antideutsche Ideologie. Vom Antifaschismus zum Krisenimperialismus: Kritik des neuesten linksdeutschen Sektenwesens in seinen theoretischen Propheten. Unrast Verlag, ISBN 3-89771-426-4.
- 2004: Blutige Vernunft. Essays zur emanzipatorischen Kritik der kapitalistischen Moderne und ihrer westlichen Werte. Horlemann Verlag, ISBN 3-89502-182-2.
- 2005: Das Weltkapital. Globalisierung und innere Schranken des modernen warenproduzierenden Systems. Edition Tiamat, ISBN 3-89320-085-1.
- 2012: Geld ohne Wert. Grundrisse zu einer Transformation der Kritik der politischen Ökonomie. Horlemann Verlag, ISBN 978-3-89502-343-9.
- 2013: Weltkrise und Ignoranz. Kapitalismus im Niedergang. Ausgewählte Schriften. Edition Tiamat, ISBN 978-3-89320-173-0
- 2013: Der Tod des Kapitalismus. Marxsche Theorie, Krise und Überwindung des Kapitalismus (Ausgewählte Schriften), Laika-Verlag, ISBN 978-3-942281-59-1

### Broschüren
- 1978: Vorhut oder Nachtrab. Eine Kritik der politischen Dekadenz in der marxistisch-leninistischen Bewegung am Beispiel des Kommunistischen Arbeiterbundes Deutschlands (KABD).
- 1988: Auf der Suche nach dem verlorenen sozialistischen Ziel. Manifest für die Erneuerung revolutionärer Theorie. Verlag Marxistische Kritik, ISBN 3-927444-00-6.
- 1999: Manifest gegen die Arbeit (gemeinsam mit anderen Mitarbeitern der herausgebenden Krisis-Redaktion)
- 2003: Scharfe Schafe. Geschorenes zum antideutschen Bellizismus (gemeinsam mit anderen Mitarbeitern der herausgebenden Krisis-Redaktion)

### Beiträge in Sammelbänden und Theoriezeitschriften
- 1984: Sozialistisches Ziel und neue Arbeiterbewegung. Zur Kritik der sowjetischen Produktionsweise. In: Gemeinsame Beilage. 30. November 1984, S. 7–9, (Online-Version)
- 1986: Die Krise des Tauschwertes. Produktivkraft Wissenschaft, produktive Arbeit und kapitalistische Reproduktion. In: Marxistische Kritik. Nr. 1, Verlag Marxistische Kritik
- 1986: Die Herrschaft der toten Dinge, Teil 1. Kritische Anmerkungen zur neuen Produktivkraft-Kritik und Entgesellschaftungs-Ideologie. In: Marxistische Kritik. Nr. 2, Verlag Marxistische Kritik
- 1987: Die Herrschaft der toten Dinge, Teil 2. Kritische Anmerkungen zur neuen Produktivkraft-Kritik und Entgesellschaftungs-Ideologie. In: Marxistische Kritik. Nr. 3, Verlag Marxistische Kritik
- 1987: Abstrakte Arbeit und Sozialismus. Zur Marx'schen Werttheorie und ihrer Geschichte. In: Marxistische Kritik. Nr. 4, Verlag Marxistische Kritik
- 1988: Glanz und Elend des Antiautoritarismus. Streiflichter zur Idden- und Wirkungsgeschichte der 'Neuen Linken'. In: Marxistische Kritik. Nr. 5, Verlag Marxistische Kritik
- 1989: Alles im Griff auf dem sinkenden Schiff. Überakkumulation, Verschuldungskrise und 'Politik'. In: Marxistische Kritik. Nr. 6, Verlag Marxistische Kritik
- 1989: Der Klassenkampffetisch. Thesen zur Entmythologisierung des Marxismus. (gemeinsam mit Ernst Lohoff) In: Marxistische Kritik. Nr. 7, Verlag Marxistische Kritik
- 1990: Deutschland einig Irrtum. Die Wiedervereinigungsfalle und die Krise des warenproduzierenden Weltsystems. In: Krisis. Nr. 8/9, Krisis Verlag
- 1990: Aschermittwoch des Marxismus. Der Abgesang der Linken und die Kritik der politischen Ökonomie. In: Krisis. Nr. 8/9, Krisis Verlag
- 1991: Die verlorene Ehre der Arbeit. Produzentensozialismus als logische Unmöglichkeit. In: Krisis. Nr. 10, Krisis Verlag
- 1991: Die Krise, die aus dem Osten kam. Wider die Illusion vom "Sieg" des Westens und seiner Marktwirtschaft. In: Helmut Thielen (Hrsg.): Der Krieg der Köpfe. Vom Golfkrieg zur neuen Weltordnung, Horlemann Verlag, ISBN 3-927905-42-9.
- 1991: Geschichtsverlust. Der Golfkrieg und der Verfall marxistischen Denkens. In: Krisis. Nr. 11, Krisis Verlag
- 1992: Die Aufhebung der Form (Interview). In: Wilhelm Beermann, Michael Dreyer, Karl Hoffmann: Fünf Interviews zur Veränderung des Sozialen Merz Akademie Stuttgart, ISBN 3-925860-37-1.
- 1992: Geschlechterfetischismus. Anmerkung zur Logik von Weiblichkeit und Männlichkeit. In: Krisis. Nr. 12, Horlemann Verlag, ISBN 3-927905-62-3.
- 1993: Die Demokratie frißt ihre Kinder. Bemerkungen zum neuen Rechtsradikalismus. In: Rosemaries Babies. Die Demokratie und ihre Rechtsradikalen, Horlemann Verlag, ISBN 3-927905-84-4.
- 1993: Subjektlose Herrschaft. Zur Aufhebung einer verkürzten Gesellschaftskritik. In: Krisis. Nr. 13, Horlemann Verlag, ISBN 3-927905-85-2.
- 1994: Das Ende der Politik. Thesen zur Krise des warenförmischen Regulationssystems. In: Krisis. Nr. 14, Horlemann Verlag, ISBN 3-89502-013-3.
- 1995: Mit Volldampf in den Kollaps. In: IG-Rote Fabrik/Zürich (Hrsg.): Krise? Welche Krise?, Edition ID-Archiv, ISBN 3-89408-045-0.
- 1995: Postmarxismus und Arbeitsfetisch. Zum historischen Widerspruch in der Marxschen Theorie. In: Krisis. Nr. 15, Horlemann Verlag, ISBN 3-89502-027-3.
- 1995: Die Himmelfahrt des Geldes. Strukturelle Schranken der Kapitalverwertung, Kasinokapitalismus und globale Finanzkrise. In: Krisis. Nr. 16/17, Horlemann Verlag, ISBN 3-89502-030-3.
- 1996: Die letzten Gefechte. Ein Essay über den Pariser Mai, den Pariser Dezember und das Bündnis für Arbeit. In: Krisis. Nr. 18, Horlemann Verlag, ISBN 3-89502-045-1.
- 1997: Antiökonomie und Antipolitik. Zur Reformulierung der sozialen Emanzipation nach dem Ende des 'Marxismus'. In: Krisis. Nr. 19, Horlemann Verlag, ISBN 3-89502-054-0.
- 1998: Weinkenner aller Länder, vereinigt Euch! Postmodernismus, Lifestyle-Linke und die Ästhetisierung der Krise. In: Krisis. Nr. 20, Horlemann Verlag, ISBN 3-89502-081-8.
- 1999: Die Diktatur der abstrakten Zeit. Arbeit als Verhaltensstörung der Moderne. In: Robert Kurz, Ernst Lohoff, Norbert Trenkle (Hrsg.): Feierabend! Elf Attacken gegen die Arbeit, Konkret Literatur Verlag, ISBN 3-89458-182-4.
- 2002: Blutige Vernunft. 20 Thesen gegen die sogenannte Aufklärung und die westlichen Werte. In: Krisis. Nr. 25, Horlemann Verlag, ISBN 3-89502-155-5.
- 2003: Negative Ontologie. Die Dunkelmänner der Aufklärung und die Geschichtsmetaphysik der Moderne. In: Krisis. Nr. 26, Horlemann Verlag, ISBN 3-89502-161-X.
- 2003: Tabula Rasa. Wie weit soll, muss oder darf die Kritik der Aufklärung gehen? In: Krisis. Nr. 27, Horlemann Verlag, ISBN 3-89502-173-3.
- 2004: Die Substanz des Kapitals. Abstrakte Arbeit als gesellschaftliche Realmetaphysik und die absolute innere Schranke der Verwertung. Erster Teil. In: Exit! 1. Horlemann, ISBN 3-89502-183-0.
- 2005: Die Substanz des Kapitals. Abstrakte Arbeit als gesellschaftliche Realmetaphysik und die absolute innere Schranke der Verwertung. Zweiter Teil. In: Exit! 2. Horlemann, ISBN 3-89502-196-2.
- 2005: Der ontologische Bruch. Vor einer anderen Weltgeschichte. In: Robert Kurz, Roswitha Scholz, Jörg Ulrich (Hrsg.): Der Alptraum der Freiheit. Perspektiven radikaler Gesellschaftskritik. Verlag Ulmer Manuskripte, ISBN 3-934869-38-6.
- 2005: Der Alptraum der Freiheit. Die Grundlagen der 'westlichen Werte' und die Hilflosigkeit der Kritik. In: Robert Kurz, Roswitha Scholz, Jörg Ulrich (Hrsg.): Der Alptraum der Freiheit. Perspektiven radikaler Gesellschaftskritik. Verlag Ulmer Manuskripte, ISBN 3-934869-38-6.
- 2005: Das letzte Stadium der Mittelklasse. Vom klassischen Kleinbürgertum zum universellen Humankapital. In: Robert Kurz, Roswitha Scholz, Jörg Ulrich (Hrsg.): Der Alptraum der Freiheit. Perspektiven radikaler Gesellschaftskritik. Verlag Ulmer Manuskripte, ISBN 3-934869-38-6.
- 2005: Sekundäre Analphabeten. Die Krise der Bildung in den westlichen Industrieländern. In: Robert Kurz, Roswitha Scholz, Jörg Ulrich (Hrsg.): Der Alptraum der Freiheit. Perspektiven radikaler Gesellschaftskritik. Verlag Ulmer Manuskripte, ISBN 3-934869-38-6.
- 2005: Das kleine linke Arschloch. Ein Beitrag zur Typologie des Fans ohne Führer. In: Robert Kurz, Roswitha Scholz, Jörg Ulrich (Hrsg.): Der Alptraum der Freiheit. Perspektiven radikaler Gesellschaftskritik. Verlag Ulmer Manuskripte, ISBN 3-934869-38-6.
- 2006/2007: Geschichte als Aporie. Vorläufige Thesen zur Auseinandersetzung um die Historizität von Fetischverhältnissen. theory in progress @ www.exit-online.org
- 2007: Grau ist des Lebens goldner Baum und grün die Theorie. Das Praxis-Problem als Evergreen verkürzter Gesellschaftskritik und die Geschichte der Linken. In: Exit! 4. Horlemann, ISBN 978-3-89502-230-2.
- 2008: Der Unwert des Unwissens. Verkürzte „Wertkritik“ als Legitimationsideologie eines digitalen Neo-Kleinbürgertums. In: Exit! 5. Horlemann, ISBN 978-3-89502-266-1.
- 2009: Die Kindermörder von Gaza. Eine Operation „Gegossenes Blei“ für die empfindsamen Herzen. In: Exit! 6. Horlemann, ISBN 978-3-89502-289-0.
- 2010: Seelenverkäufer. Wie die Kritik der Warengesellschaft selber zur Ware wird. Onlinebeitrag auf www.exit-online.org
- 2010: Es rettet euch kein Leviathan – Thesen zu einer kritischen Staatstheorie. Erster Teil. In: Exit! 7. Horlemann, ISBN 978-3-89502-310-1.
- 2011: Es rettet euch kein Leviathan – Thesen zu einer kritischen Staatstheorie. Zweiter Teil. In: Exit! 8. Horlemann, ISBN 978-3-89502-322-4.
- 2012: Kulturindustrie im 21. Jahrhundert. In: Exit! 9. Horlemann, ISBN 978-3-89502-333-0.
- 2012: Streitgespräch "No way out?" über den Kapitalismus in der Krise mit Thomas Ebermann, Michael Heinrich, Robert Kurz und Joseph Vogl in: No way out? 14 Versuche, die gegenwärtige Finanz- und Wirtschaftskrise zu verstehen. KVV konkret, ISBN 978-3-930786-63-3.
- 2012: Krise und Kritik. Die innere Schranke des Kapitals und die Schwundstufen des Marxismus. Teil 1 (nachgelassenes Fragment)In: Exit! 10. Horlemann, ISBN 978-3-89502-346-0.